# Kroatisk iris
Kroatisk iris (latin: Iris croatica, kroatiska: Hrvatska perunika) är en växt inom irissläktet och familjen irisväxter. Växten är endemisk för Kroatien och är landets nationalblomma. 1962 beskrevs den för första gången av botanisterna Ivo och Marija Horvat.

## Habitat
Den Kroatiska irisen växer främst i svarteks- och humleboksskogar. Den föredrar dolomit- och kalkstensjordar och förekommer främst i den kuperade terrängen kring Samobor, Klanjec och Josipdol samt på Medvednica och Žumberak. Växten är fridlyst i Kroatien. Odlade exemplar finns i botaniska trädgården i Zagreb.

## Nationalblomma
Inför blomsterutställningen Japan Flora 2000 föreslog Kroatiska konst- och vetenskapsakademien blomman till Kroatiens nationalblomma och den uppbär sedan år 2000 denna status.

### Fotnoter
1. ↑  Theflowerexpert.com (engelska)
2. ↑  Zima, Dinko; Tomašević, Miro. ”Locality of the species Iris croatica (Horvat et Horvat, M.) in Požega Valley.” (på kroatiska och engelska) ( PDF). Agronomski glasnik. http://hrcak.srce.hr/file/50902/. Läst 19 januari 2014.
3. ↑  Narodne-novine.nn.hr (kroatiska)
4. ↑  Cvijet.info (kroatiska)